# Festival Nacional de Bandas de Música de Albacete

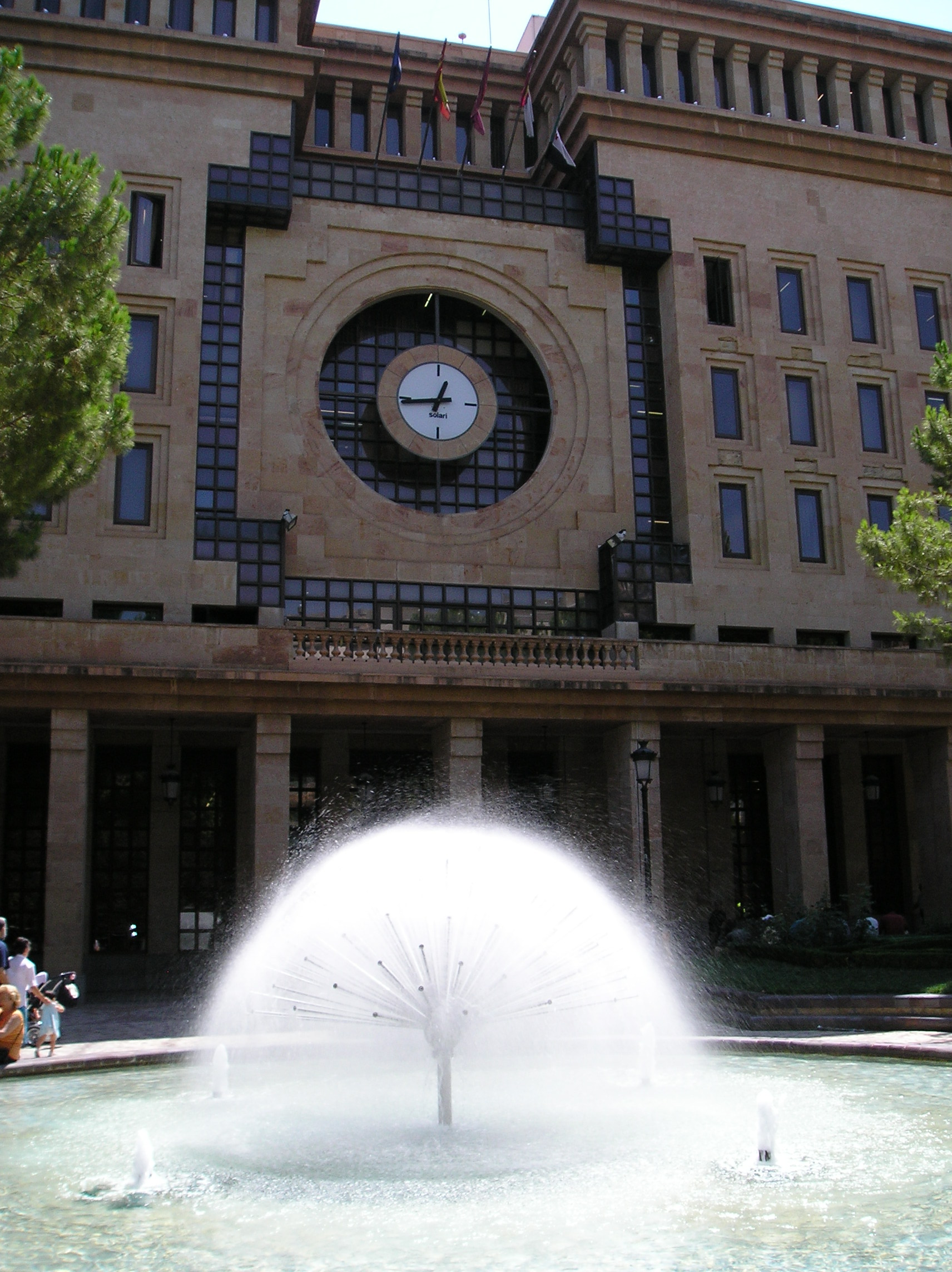
El Festival Nacional de Bandas de Música se celebra en el Auditorio de Albacete.

El Festival Nacional de Bandas de Música de Albacete es un evento musical que se celebra anualmente en la ciudad española de Albacete.
Nació en 1911 y en 2011 el festival alcanzó su 100.ª edición. Organizado por la Banda Sinfónica Municipal de Albacete, en él participan las mejores bandas de música de España, tanto civiles como militares. Algunos de sus conciertos tienen un carácter benéfico.
El evento se desarrolla en el Auditorio de Albacete con una semana de duración. Es uno de los festivales de su género más prestigiosos de España y uno de los cientos de actos que componen la Feria de Albacete.